# Chaetarthria atroides
Chaetarthria atroides är en skalbaggsart som beskrevs av Miller 1974. Chaetarthria atroides ingår i släktet Chaetarthria och familjen palpbaggar. Inga underarter finns listade i Catalogue of Life.